# Брон, Джерри
Джерри Брон (англ. Gerald Lincoln «Gerry» Bron; 1 марта 1933, Хендон, Большой Лондон — 18 июня 2012) — английский музыкальный продюсер и менеджер.
Сын основателя компании Bron’s Orchestral Service (самого крупного нотного издательства в Великобритании) и брат актрисы Элинор Брон. Некоторое время Брон управлял делами Bonzo Dog Doo-Dah Band, но стал широко известен как менеджер Uriah Heep и основатель записывающей компании Bronze Records, где среди прочих записывал Motörhead, Manfred Mann’s Earth Band, Джина Питни, Juicy Lucy, Ричарда Барнса, Джона Хайземана.

## Биография
Джерри Брон родился в семье евреев, выходцев из Восточной Европы; его отец, известный музыкальный издатель Сидней Бронштейн (владелец нотного издательства Bron’s Orchestral Service), сократил фамилию, когда основал эту компанию. Джерри Брон рассказывал, что до 19 лет не интересовался классической музыкой, но всю его жизнь изменил один-единственный аккорд.

Я был участником юношеского клуба в синагоге, и там был большой холл, который использовался для репетиций симфонических оркестров… Однажды я пришёл в клуб, через холл нам пройти не разрешили, предложили подняться по боковым ступенькам у стены, и тут зазвучала совершенно фантастическая музыка! Я поднялся на балкон, открыл дверь… Замереть меня заставил один лишь аккорд: от него у меня волосы встали дыбом. Я тут же сказал себе: что ж, буду играть в оркестре!… Так изменилась вся моя жизнь. Это был «Тиль Уленшпигель» Рихарда Штрауса. Штраус написал много потрясающей музыки, в частности, оперу «Кавалер розы», которую часто исполняют в Англии, но мою жизнь изменил вот этот единственный аккорд.Оригинальный текст (англ.)I was a member of the youth club in the synagogue, and they had a big hall that was used to rehearse symphony orchestras - I didn't know this. I turned up at the club [one day], and we couldn't get into the hall and were told to go up the stairs that were at the side of the hall, and I heard this music which was absolutely fantastic! The hall has a balcony, so I opened the door and went on there and saw this conductor conducting the orchestra - and this is the music they were playing. What stopped me was this chord (points to the specific place on the sheet): the hairs on the back of my head were standing - it  was absolutely amazing. And at that moment I said, "Okay, I want to play in an orchestra"… The score is Richard Strauss' "Till Eulenspiegel". Richard Strauss's written terrific music, he wrote an opera called "The Rose And Cavalier", which is quite frequently performed in England. But this piece of music set off my inspiration… 
Брон начал играть на кларнете и фортепиано. В 21 год он приступил к серьёзному изучению музыки, после чего некоторое время играл в оркестрах. В музыкальный бизнес он вошёл в 28 лет по стопам отца, который сначала занимался рассылкой нот, затем организовал собственное издательство, позже ставшее известным как Bron’s Orchestral Service. Его первым клиентом стал Джин Питни, к которому Джерри и поступил на работу пресс-агентом.
В конце 1960-х годов Брон стал менеджером Uriah Heep и пригласил в состав Кена Хенсли, тем самым обеспечив качественный скачок в развитии группы. В 1971 году он образовал независимый рекорд-лейбл Bronze Records, куда помимо Uriah Heep пришли Juicy Lucy, Ричард Барнс, Colosseum, Osibisa, Manfred Mann’s Earth Band, The Real Kids, Салли Олдфилд, Motorhead, The Damned, Girlschool и Hawkwind. Мик Бокс говорил, что Брон «всегда был открыт новым идеям: он всегда давал попробовать то, что попадало в рамки его понятий о благоразумном».
Брон, как правило, исполнял обязанности как менеджера, так и студийного продюсера, считая такое сочетание оптимальным. Главным качеством продюсера он считал страсть к своему делу, главным качеством музыканта — целеустремленность (отмечая в этом смысле участников золотого состава Uriah Heep). Вспоминая прошлое, Брон отмечал, что в общечеловеческом смысле ему приятнее всего было работать с Uriah Heep, поскольку у него сложились дружеские отношения с Кеном Хенсли, труднее всего — с Манфредом Мэнном и Джоном Хайземаном (из Colosseum). Своим наивысшим музыкальным достижением (в качестве продюсера) он называл «Easy Livin'».
Брон говорил в интервью о том, что считает «ужасной» деятельность сегодняшних продюсеров, которые «тиражируют посредственность». Он считает, что начальный период развития артиста должен составлять около двух лет и в качестве примера правильной политики приводит историю Кейт Буш, от которой EMI два года ждали дебютный альбом.
В 2003 году Джерри Брон реформировал Bronze Records. В числе артистов, подписавших контракт с новым лейблом — клавишник Пэдди Милнер, гитарист фламенко GP Hall, джазмен Джон Альтман.

## Избранная дискография
- Uriah Heep
  - Very ’eavy… Very ’umble
  - Salisbury
  - Demons & Wizards
  - Look at Yourself
  - The Magician's Birthday
  - Sweet Freedom
  - Wonderworld
  - Return to Fantasy
  - Innocent Victim
  - Firefly
  - Fallen Angel
  - Conquest
- Bonzo Dog Doo-Dah Band
  - Gorilla
  - The Doughnut in Granny’s Greenhouse
- Ким Митчелл[англ.]
  - Akimbo Alogo